# Alvania compacta
Alvania compacta är en snäckart som först beskrevs av Philip Pearsall Carpenter 1864. Alvania compacta ingår i släktet Alvania och familjen Rissoidae. Inga underarter finns listade i Catalogue of Life.